# 프레드 새비지
프레드 새비지(Fred Savage, 1976년 7월 9일 ~ )는 미국의 배우이다.

## 출연 작품
- 마법의 이중주
- 프린세스 브라이드
- 침대 귀신 소동
- 데드풀 2: 순한맛